# Schwanebeck
Schwanebeck – miasto w Niemczech, w kraju związkowym Saksonia-Anhalt, w powiecie Harz, należy do gminy związkowej Vorharz. Położone na północny wschód od miasta Halberstadt. Przez miasto prowadzi droga krajowa B245 z Halberstadt do Hamersleben.
Prawa miejskie od 1270 r. 1 stycznia 2010 do miasta przyłączono gminę Nienhagen.